# Amphoe Doi Lo
Amphoe Doi Lo (thailändisch อำเภอ ดอยหล่อ) ist ein Landkreis (Amphoe – Verwaltungs-Distrikt) der Provinz Chiang Mai. Die Provinz Chiang Mai liegt in der Nordregion von Thailand.

## Geographie
Benachbarte Landkreise (von Südwesten im Uhrzeigersinn): die Amphoe Chom Thong, Mae Wang und San Pa Tong der Provinz Chiang Mai, sowie Pa Sang und Wiang Nong Long der Provinz Lamphun.

## Geschichte
Doi Lo wurde am 1. April 1995 als „Zweigkreis“ (King Amphoe) gegründet, bestehend aus vier Tambon, die von der Amphoe Chom Thong abgespalten wurden. Die thailändische Regierung entschied am 15. Mai 2007, dass alle Unterbezirke den vollen Amphoe-Status erhalten. Diese Entscheidung wurde am 24. August 2007 durch die Veröffentlichung in der Royal Gazette offiziell.

## Verwaltung

### Provinzverwaltung
Der Landkreis Doi Lo ist in vier Tambon („Unterbezirke“ oder „Gemeinden“) eingeteilt, die sich weiter in 54 Muban („Dörfer“) unterteilen.
| Nr. | Name       | Thai    | Muban | Einw.  |
| --- | ---------- | ------- | ----- | ------ |
| 01. | Doi Lo     | ดอยหล่อ  | 26    | 12.243 |
| 02. | Song Khwae | สองแคว  | 08    | 05.042 |
| 03. | Yang Khram | ยางคราม | 11    | 04.985 |
| 04. | Santi Suk  | สันติสุข   | 09    | 03.926 |

### Lokalverwaltung
Es gibt drei Kommunen mit „Kleinstadt“-Status (Thesaban Tambon) im Landkreis:
- Song Khwae (Thai: เทศบาลตำบลสองแคว) bestehend aus dem kompletten Tambon Song Khwae.
- Yang Khram (Thai: เทศบาลตำบลยางคราม) bestehend aus dem kompletten Tambon Yang Khram.
- Santi Suk (Thai: เทศบาลตำบลสันติสุข) bestehend aus dem kompletten Tambon Santi Suk.

Außerdem gibt es eine „Tambon-Verwaltungsorganisationen“ (องค์การบริหารส่วนตำบล – Tambon Administrative Organizations, TAO)
- Doi Lo (Thai: องค์การบริหารส่วนตำบลดอยหล่อ) bestehend aus dem kompletten Tambon Doi Lo.